# Chlorid kalifornatý
Chlorid kalifornatý je anorganická sloučenina s chemickým vzorcem CfCl2.

## Příprava
Chlorid kalifornatý lze připravit redukcí chloridu kalifornitého vodíkem za vysoké teploty (600 °C).

## Vlastnosti
Sloučenina tvoří jantarovou pevnou látku citlivou na vlhkost.